# Sweet Whip
Sweet Whip (甘い鞭 Amai Muchi) ist ein japanischer Erotik-Psychothriller-Film aus dem Jahr 2013. In der Handlung kämpft die Ärztin Naoka mit den Folgen eines schweren Traumas. Als 17-jähriges Mädchen war sie entführt und wochenlang in einem Keller gefangen gehalten, gefoltert und vergewaltigt worden. Beim Versuch ihr Trauma zu verarbeiten, kommt es zu einer Katastrophe.
Der Film basiert auf der Romanvorlage von Kei Oishi. Die Hauptrolle der älteren bzw. jüngeren Naoka spielten Mitsu Dan und Yuki Mamiya.

## Handlung
Die Handlung des Films wird aus Sicht von Naoka Misaki erzählt; sie spielt in zwei Zeitebenen und wechselt zwischen der Gegenwart und 15 Jahre zurückliegenden Ereignissen, wobei diese in den einzelnen Szenen teils meist nahtlos ineinander übergehen. Zur besseren Darstellung der Handlung wird diese daher nachfolgend chronologisch aufgesplittet.
Die 17-jährige Schülerin Naoka Misaki wird auf dem Nachhauseweg von ihrem Nachbarn Takeo Fujita entführt. Er verschleppt sie in sein Haus, wo er den schallgedämmten Musikkeller in ein Schlafzimmer umgebaut hat. Naoka erhält einen Halsreif und wird an diesem ans Bett gekettet, sodass sie sich zwar im Raum bewegen, diesen aber letztlich selbst bei offener Tür nicht verlassen kann. Immer wieder foltert und vergewaltigt er sie. Auch setzt er Naoka Shibari-Fesselungen und Auspeitschungen aus. Regelmäßig lässt er als Musik Johannes Brahms 15. Walzer, op 39 im Hintergrund laufen.
In Fujitas Gefangenschaft entwickelt Naoka als dessen Sexsklavin keinerlei Stockholmsyndrom, sie genießt weder den Sex noch verliebt sie sich in ihn. Sie fühlt nur den täglichen Schmerz und die Todesangst. Nach gut zwei Wochen verliert Naoka die Kraft sich gegen ihn zu wehren. Fujita deutet dies dahingehend, dass Naoka beginnt ihn zu akzeptieren und wird unvorsichtig. Als sie wegen ihrer ständigen Nacktheit in der dritten Woche eine schwere Erkältung und Fieber bekommt, umsorgt Fujita sie, wobei er ein Fruchtmesser an ihrem Bett liegen lässt. Naoka versteckt das Messer und findet eine Woche später die Gelegenheit, um Fujita zu erstechen.
Ein Monat ist vergangen und alle Versuche ihrer Eltern und der Polizei, Naoko zu finden, sind fehlgeschlagen. Plötzlich taucht Naoka wieder auf, nackt, mit Handschellen gefesselt, blutüberströmt und mit Schnittwunden übersät. Im Keller des Nachbarhauses findet die Polizei die Leiche von Fujita und Videoaufnahmen, die zeigen, wie er Naoka brutal misshandelt hat. Naokas Eltern sind so verstört, dass sie ihre Tochter nicht in den Arm nehmen können, sondern emotional distanziert bleiben. Im Krankenhaus muss das Mädchen zum Zwecke der polizeilichen Dokumentation demütigende Fotoaufnahmen hinnehmen. Auch wird festgestellt, dass sie schwanger ist. Die Gynäkologin kümmert sich fürsorglich um das Mädchen. Die Begegnung ist eine Weichenstellung für Naokas spätere Berufsentscheidung.
15 Jahre später ist Naoka 32 Jahre alt und arbeitet selbst als Gynäkologin; ihr Vater ist inzwischen verstorben, ihre an Krebs erkrankte Mutter geht auf ihre letzten Lebenstage in einem Hospiz zu. Auch wenn Naoka die Zeit der Folter und Vergewaltigung durch Fujita scheinbar überwunden hat, ist dies in Wahrheit nicht der Fall, vielmehr wird sie regelmäßig von Flashbacks erschüttert, wobei sie ein seltsames Gefühl begleitet, das ihr keine Ruhe lässt. Einmal beginnt sie in Erinnerung an die Vergewaltigung in der Badewanne zu masturbieren.
Neben ihrem Berufsleben geht Naoka seit zwei Jahren einer spezielleren Tätigkeit nach: Sie arbeitet als devote Sklavin Serika in einem BDSM-Club, begleitet von der Domina Keiko Kinoshita, der Besitzerin des Clubs, und dem Wachmann Naruto, der über Kameras das Geschehen verfolgt und eingreift, sobald festgelegte Grenzen übertreten werden. In den Sessions lässt sich Naoka auspeitschen, demütigen, fesseln und hat Sex mit den Kunden. Eines Tages wechselt sie auf Befehl eines Kunden die Rolle und wird zur Domina, während die Clubbesitzerin weniger freiwillig in die Rolle der Sklavin schlüpft. Naoka peitscht ihre Chefin massiv aus, wobei sie glaubt zu verstehen, wie sich ihr Peiniger einst bei ihren Auspeitschungen gefühlt haben muss.
Am nächsten Tag soll Naoka als Sklavin wieder einem neuen Kunden vorgeführt werden, diesmal einem völligen Sadisten, der sie töten will. Naoka ist getrieben von der Suche nach einem süßen Geschmack, den sie einst gekostet hat, und den sie bei ihren früheren Sessions nicht erlebt hat. Bevor der Kunde sie töten will, verführt sie ihn und ersticht ihn mit einem Messer. Als ihre Chefin und deren Mitarbeiter entsetzt zu ihr eilen, ersticht sie auch diese, in ihrem Kopf tötet sie ihre Eltern, die sie nach ihrem Trauma nicht umsorgt haben. Nun gilt es für Naoka nur noch eine weitere Person umzubringen: sich selbst, wobei sie in einer Vision ihr 17-jähriges Ich in Fujitas Keller erblickt. Doch bevor sie Suizid begehen kann, wird sie von einem Unbekannten daran gehindert. Zudem ist ihr bewusst geworden, was der süße Geschmack ist, der ihr keine Ruhe gelassen hat: Blut.

## Auszeichnungen
- 2013: Best Music Score, Yokohama Film Festival[1]
- 2014: Beste Newcomerin, für Mitsu Dan, Japan Academy Film Prize[2]